# Ralph Lundquist
Ralph Gerhard Lundquist, född 15 februari 1931 i Göteborg, är en svensk målare, grafiker, skulptör och  tecknare.

## Biografi
Ralph Lundquist är son till kylmekanikern Evald Manfrid Lundquist och Aina Elise Kristensson och från 1954 gift med tecknaren Stina Lundquist (flicknamn Stina Margareta Hansson). Ralph Lundquist studerade för Nils Wedel vid Slöjdföreningens skola 1948–1951 och för Endre Nemes vid Valands målarskola i Göteborg 1951–1955 samt under ett flertal studieresor till bland annat Frankrike och Italien. Han medverkade i Valandelevernas utställning med porträtt och figurmålningar i stora format utförda i olja. Därefter medverkade han i utställningen 20 Westschwedisch Maler i Lübeck, och i en större grupputställning på Stedelijk museum i Amsterdam samt på Liljevalchs konsthall i Stockholm. Tillsammans med Sven-Erik Johansson ställde han ut i Dalsjöfors 1959. Han var representerad i Valandsportföljen ett flertal gånger bland annat med japaniserade landskapsmålningar och nakenstudier. Han och Lennart Landqvist var medhjälpare till Nils Wedel 1951–1952 då man utförde den stora takmålningen i Vattenverkets kontrollrum i Alelyckan. Bland hans offentliga arbeten märks utsmyckningar för Drottning Silvias barnklinik på Östra sjukhuset, en betongskulptur vid Sisjön och en bronsskulptur i Kållered. Hans konst består av naket, landskap och figurer i en kontrastrik färgskala med rött, grönt och gult. Han är en av medlemmarna i konstnärsgruppen Grupp 54. Lundquist är representerad vid Moderna museet, Göteborgs konstmuseum, Norrköpings konstmuseum och Borås konstmuseum.